# 東京六大学附属高等学校応援団連盟
東京六大学附属高等学校応援団連盟（とうきょうろくだいがくふぞくこうとうがっこうおうえんだんれんめい）とは、東京六大学の附属高等学校の応援団で構成された組織である。

## 構成高等学校
- 明治大学付属明治高等学校応援指導班
- 早稲田大学本庄高等学院應援部

過去に所属していた高等学校
- 慶應義塾高等学校應援指導部
- 早稲田大学系属早稲田実業学校応援委員会

現在活動停止中の高等学校
- 明治大学附属中野高等学校應援団
- 法政大学第一高等学校応援団
- 法政大学第二高等学校応援団
- 立教新座高等学校応援団
- 慶應義塾志木高等学校應援指導部

## 略史
- 2007年 『第42回六旗の集い』を最後に開催を見送る。
- 2012年 『第2回紫紺の下に』に早稲田大学本庄高等学院應援部が友情出演

## 特徴
東京六大学応援団連盟主催の『六旗の下に』に倣い、『六旗の集い』を開催しているが、加盟校の減少により2007年の『第42回六旗の集い』を最後に開催されていない。
2012年2月19日には明治大学付属明治高等学校応援指導班の『紫紺の下に』に早稲田大学本庄高等学院應援部が友情出演し、『六旗の集い』の再開に向けて活動している。

## 加盟校の特徴

### 明治大学付属明治高等学校応援指導班
- 校歌：『明治大学校歌』
- 応援歌：『紫紺の歌』

### 早稲田大学本庄高等学院應援部
- 校歌：『都の西北』
- 応援歌：『紺碧の空』